# Spilosoma chishimana
Spilosoma chishimana är en fjärilsart som beskrevs av Matsumura 1929. Spilosoma chishimana ingår i släktet Spilosoma och familjen björnspinnare. Inga underarter finns listade i Catalogue of Life.